# Supernova 2024
Die 9. Supernova fand am 10. Februar 2024 statt und diente als lettischer Vorentscheid für den Eurovision Song Contest 2024 in Malmö (Schweden).

## Format

### Konzept
Die öffentlich-rechtliche Fernsehgesellschaft Latvijas Televīzija (LTV) bestätigte am 11. September 2023 seine Teilnahme am Eurovision Song Contest 2024. Gleichzeitig gab man bekannt, dass man erneut die Supernova als nationale Vorentscheidung nutzen werde.

### Beitragswahl
Zwischen dem 12. September und dem 30. November 2023 konnten interessierte Künstler ihre Beiträge bei LTV einreichen. Um einen Beitrag als Interpret einreichen zu können, war die lettische Staatsbürgerschaft bzw. ein ständiger Wohnsitz in Lettland notwendig. Komponisten und Texter unterlagen keinen derartigen Auflagen.
Aus diesen Einreichungen wählte anschließend eine Jury, bestehend aus Vertreten der lettischen Musik- und Fernsehindustrie sowie internationalen Künstlern, die Teilnehmer des Vorentscheids aus. Die Namen der Jurymitglieder wurden nach dem Finale des Eurovision Song Contests bekanntgegeben.
- Povel Olsson – Musicalproduzent und Sänger
- Ramunas Zilnys – Leiter der Popmusikabteilung bei Lietuvos nacionalinis radijas ir televizija
- Magnus Müürsepp – Produzent des Estonian Music Awards
- Andrejs Reinis Zitmanis – Sänger der Band Sudden Lights, Teilnehmer am Eurovision Song Contest 2023
- Liena Edwards – Geschäftsführerin der Vereinigung der lettischen Künstler und Produzenten
- Kārlis Kazāks – Musiker, Programmdirektor bei Radio 5
- Krista Luīze Priedīte – Content Editorin bei LTV

Insgesamt wurden 108 Lieder eingereicht, um 14 weniger als im Vorjahr.

## Teilnehmer
Die Teilnehmer und ihre Lieder wurden am 9. Januar 2024 der Öffentlichkeit präsentiert.

## Halbfinale
Das Halbfinale fand am 3. Februar 2024 statt. 10 Teilnehmer qualifizierten sich durch ein kombiniertes Jury- und Televoting für das Finale.
| Platz   | Startnr. | Interpret         | Lied Musik (M) und Text (T)                                                                                 | Sprache    | Übersetzung (inoffiziell)        |
| ------- | -------- | ----------------- | --- | ---------- | -------------------------------- |
| 1.–10.  | 4        | Alekss Silvers    | For The Show M/T: Atvara                                                                                    | Englisch   | Für die Show                     |
| 1.–10.  | 6        | Saint Levića      | Tick Tock M: Pjotrs Strokovs, Santa Daņeļeviča; T: Santa Daņeļeviča                                         | Englisch   | Tick Tack                        |
| 1.–10.  | 8        | Papīra Lidmašīnas | Mind Breaker M: Juris Ludženieks; T: Rihards Bērziņš                                                        | Englisch   | Gedankenbrecher                  |
| 1.–10.  | 9        | AVÉI              | Mine M/T: Raitis Aukšmuksts, Ieva Kudlāne                                                                   | Englisch   | Mein                             |
| 1.–10.  | 10       | ECTO              | Outsider M/T: ECTO                                                                                          | Englisch   | Außenseiter                      |
| 1.–10.  | 11       | Dons              | Hollow M/T: Artūrs Šingirejs, Liam Geddes, Kate Northrop                                                    | Englisch   | Hohl                             |
| 1.–10.  | 12       | Katrīna Gupalo    | The Cat’s Song M/T: Katrīna Gupalo, Edgars Vilcāns, Armands Varslavāns, Evija Smagare                       | Englisch   | Das Lied der Katze               |
| 1.–10.  | 13       | Funkinbiz         | Na chystu vodu M/T: Kirils Ponomarenko                                                                      | Ukrainisch | Auf klarem Wasser                |
| 1.–10.  | 14       | Vēstulēs          | kur? M/T: Braiens Martinsons, Marta Krampe                                                                  | Lettisch   | Wo?                              |
| 1.–10.  | 15       | Edvards Strazdiņš | Rock n’ Roll Supernova M: Edvards Strazdiņš; T: Kerija Kalēja                                               | Englisch   | –                                |
| 11.–15. | 1        | Agnese Rakovska   | AI M: Agnese Rozniece, Matīss Repsis, Renāts Ragimhanovs; T: Agnese Rozniece, Anna Dagrita, Lauren Lucas    | Englisch   | Künstliche Intelligenz           |
| 11.–15. | 2        | Patrīcija Spale   | Heaven’s Raining Down On Me M/T: Valters Sprūdžs, Kate Elpo                                                 | Englisch   | Der Himmel regnet auf mich herab |
| 11.–15. | 3        | B/H               | Amsterdam M: Normans Bārbals, Mārtiņš Balodis, Jānis Līde, Kristaps Grīnbergs; T: Mārtiņš Balodis           | Englisch   | –                                |
| 11.–15. | 5        | Jar of Kings      | Wildfire M: Artis Apinis, Artūrs Patetko, Jānis Drēģeris, Juris Šenbergs, Deniss Djakons; T: Jānis Drēģeris | Englisch   | Waldbrand                        |
| 11.–15. | 7        | Sasha Sil         | Love Is A Language M/T: Atvara                                                                              | Englisch   | Liebe ist eine Sprache           |

## Finale
Das Finale fand am 10. Februar 2024 statt.
| Platz | Startnr. | Interpret         | Lied Musik (M) und Text (T)                                                           | Sprache    | Übersetzung (inoffiziell) | Jury | Zuschauer | Zuschauer | Gesamt |
| Platz | Startnr. | Interpret         | Lied Musik (M) und Text (T)                                                           | Sprache    | Übersetzung (inoffiziell) | Jury | Stimmen   | Punkte    | Gesamt |
| ----- | -------- | ----------------- | ------------------------------------------------------------------------------------- | ---------- | ------------------------- | ---- | --------- | --------- | ------ |
| 1.    | 6        | Dons              | Hollow M/T: Artūrs Šingirejs, Liam Geddes, Kate Northrop                              | Englisch   | Hohl                      | 12   | 64.845    | 12        | 24     |
| 2.    | 1        | Vēstulēs          | kur? M/T: Braiens Martinsons, Marta Krampe                                            | Lettisch   | Wo?                       | 10   | 31.477    | 10        | 20     |
| 3.    | 4        | Katrīna Gupalo    | The Cat’s Song M/T: Katrīna Gupalo, Edgars Vilcāns, Armands Varslavāns, Evija Smagare | Englisch   | Das Lied der Katze        | 8    | 17.739    | 8         | 16     |
| 4.    | 10       | Alekss Silvers    | For The Show M/T: Atvara                                                              | Englisch   | Für die Show              | 7    | 8.285     | 7         | 14     |
| 5.    | 7        | Saint Levića      | Tick Tock M: Pjotrs Strokovs, Santa Daņeļeviča; T: Santa Daņeļeviča                   | Englisch   | Tick Tack                 | 6    | 3.487     | 4         | 10     |
| 6.    | 8        | Edvards Strazdiņš | Rock n’ Roll Supernova M: Edvards Strazdiņš; T: Kerija Kalēja                         | Englisch   | –                         | 3    | 7.830     | 6         | 9      |
| 7.    | 5        | ECTO              | Outsider M/T: ECTO                                                                    | Englisch   | Außenseiter               | 2    | 4.915     | 5         | 7      |
| 8.    | 2        | AVÉI              | Mine M/T: Raitis Aukšmuksts, Ieva Kudlāne                                             | Englisch   | Mein                      | 4    | 2.946     | 3         | 7      |
| 9.    | 9        | Funkinbiz         | Na chystu vodu M/T: Kirils Ponomarenko                                                | Ukrainisch | Auf klarem Wasser         | 5    | 1.143     | 1         | 6      |
| 10.   | 3        | Papīra Lidmašīnas | Mind Breaker M: Juris Ludženieks; T: Rihards Bērziņš                                  | Englisch   | Gedankenbrecher           | 1    | 2.018     | 2         | 3      |

Die Platzierungen in den einzelnen Abstimmungsverfahren wurde in Punkte umgewandelt. Der Beitrag mit der niedrigsten Punktzahl gewann.